# Portal do Vale
Portal do Vale é um bairro nobre da Zona Leste de Uberlândia localizado a 10 km do centro da cidade.
É formado pelo Parque Linear Portal do Vale e os loteamentos Portal do Vale I, II, Nascente do Vale e o Condomínio Club Mirante do Lago.

## Áreas de lazer no Portal do Vale
O bairro conta com o Parque Linear Portal do Vale, contendo 10km de pista de caminhada, ciclovias, pistas de skate e um grande Lago. Tudo isso no entorno de uma grande área verde.
No bairro encontra-se a Praça Planejada Vandico José da Silva, entre as Ruas João Carlos de Sousa e João Coelho Guimarães.

## Saúde
O Portal do Vale conta com a UBSF Joana D'Arc, na Rua Ernani Fidelis com a Rua João Carlos de Sousa.

## Principal acesso ao Portal do Vale
O principal acesso ao bairro é pela Avenida Anselmo Alves dos Santos e também pelo Anel Viário Leste.